# Y si te digo
«Y si te digo» es una canción interpretada por la cantante colombiana Fanny Lu. La canción fue compuesta por José Gaviria para su álbum debut Lágrimas cálidas bajo el sello Universal Music. La canción fue lanzada digitalmente el 31 de julio de 2006. La canción no tuvo video musical siendo solo promocionada por radio y medios digitales. La canción alcanzó el #1 en las listas en Estados Unidos.

## Posicionamiento en listas
| Estados Unidos | U.S Billboard Latín Songs     | 1 |
| Estados Unidos | U.S Billboard Latín Pop Songs | 5 |
| Estados Unidos | U.S Billboard Tropical Songs  | 1 |